# وویوودنتس
وویوودنتس (به بلغاری: Voyvodenets) یک منطقهٔ مسکونی در بلغارستان است که در شهرستان استامبولوو واقع شده‌است.